# Mayke Lindner
Mayke Lindner (Zevenaar, 13 november 2003) is een Nederlands voetbalster die uitkomt voor PEC Zwolle in de Eredivisie.

## Carrière
Lindner begon haar carrière bij het Zevenaarse S.D.Z.Z., later maakte ze de overstap naar DVC'26. Mede op aanraden van de KNVB stapte ze over naar DVV Duiven waar ze tot de JO17 speelde. De toen 16-jarige speelster maakte in 2020 de overstap naar PEC Zwolle, daar sloot ze in eerste instantie aan bij het beloftenelftal. Op 3 september maakte ze haar debuut in de hoofdmacht tegen Excelsior. Lindner tekende op 10 mei 2024 een nieuwe verbintenis die haar tot 30 juni 2025 verbonden houdt aan PEC Zwolle.

### Carrièrestatistieken
| Seizoen                     | Club            | Land            | Competitie         | Competitie | Competitie | Beker | Beker | Internationaal | Internationaal | Overig | Overig | Totaal | Totaal |
| Seizoen                     | Club            | Land            | Competitie         | Wed.       | Dlp.       | Wed.  | Dlp.  | Wed.           | Dlp.           | Wed.   | Dlp.   | Wed.   | Dlp.   |
| --------------------------- | --------------- | --------------- | ------------------ | ---------- | ---------- | ----- | ----- | -------------- | -------------- | ------ | ------ | ------ | ------ |
| 2021/22                     | PEC Zwolle      | Nederland       | Vrouwen Eredivisie | 3          | 0          | 0     | 0     | –              | –              | –      | –      | 3      | 0      |
| 2022/23                     | PEC Zwolle      | Nederland       | Vrouwen Eredivisie | 6          | 0          | 1     | 0     | –              | –              | –      | –      | 7      | 0      |
| 2023/24                     | PEC Zwolle      | Nederland       | Vrouwen Eredivisie | 17         | 2          | 1     | 0     | –              | –              | –      | –      | 18     | 2      |
| 2024/25                     | PEC Zwolle      | Nederland       | Vrouwen Eredivisie | 13         | 1          | 1     | 0     | –              | –              | –      | –      | 14     | 1      |
| 2025/26                     | PEC Zwolle      | Nederland       | Vrouwen Eredivisie | 0          | 0          | 0     | 0     | –              | –              | 0      | 0      | 0      | 0      |
| Carrière totaal             | Carrière totaal | Carrière totaal | Carrière totaal    | 39         | 3          | 3     | 0     | 0              | 0              | 0      | 0      | 42     | 3      |
| Bijgewerkt tot 26 juni 2025 |                 |                 |                    |            |            |       |       |                |                |        |        |        |        |

## Interlandcarrière

### Nederland onder 19
Op 18 september 2021 debuteerde Lindner bij het Nederland –19 in een kwalificatie wedstrijd tegen Mexico –20 (7–0).
| Interlands van Mayke Lindner | Interlands van Mayke Lindner | Interlands van Mayke Lindner | Interlands van Mayke Lindner | Interlands van Mayke Lindner | Interlands van Mayke Lindner |
| №                            | Datum                        | Wedstrijd                    | Uitslag                      | Soort wedstrijd              | Doelpunten                   |
| Als speelster bij PEC Zwolle | Als speelster bij PEC Zwolle | Als speelster bij PEC Zwolle | Als speelster bij PEC Zwolle | Als speelster bij PEC Zwolle | Als speelster bij PEC Zwolle |
| ---------------------------- | ---------------------------- | ---------------------------- | ---------------------------- | ---------------------------- | ---------------------------- |
| 1.                           | 18 september 2021            | Nederland – Mexico           | 7 – 0                        | Vriendschappelijk            | 0                            |
| 2.                           | 21 september 2021            | Nederland – Mexico           | 1 – 2                        | Vriendschappelijk            | 0                            |

### Nederland onder 17
Op 25 oktober 2019 debuteerde Lindner bij het Nederland –17 in een kwalificatie wedstrijd tegen Israël –17 (2–0).
| Interlands van Mayke Lindner | Interlands van Mayke Lindner | Interlands van Mayke Lindner | Interlands van Mayke Lindner | Interlands van Mayke Lindner | Interlands van Mayke Lindner |
| №                            | Datum                        | Wedstrijd                    | Uitslag                      | Soort wedstrijd              | Doelpunten                   |
| Als speelster bij DVV Duiven | Als speelster bij DVV Duiven | Als speelster bij DVV Duiven | Als speelster bij DVV Duiven | Als speelster bij DVV Duiven | Als speelster bij DVV Duiven |
| ---------------------------- | ---------------------------- | ---------------------------- | ---------------------------- | ---------------------------- | ---------------------------- |
| 1.                           | 25 oktober 2019              | Nederland – Israël           | 2 – 0                        | Kwalificatie EK 2020 –17     | 0                            |

### Nederland onder 16
Op 7 december 2018 debuteerde Lindner bij het Nederland –16 in een kwalificatie wedstrijd tegen Engeland –16 (4–2).
| Interlands van Mayke Lindner | Interlands van Mayke Lindner | Interlands van Mayke Lindner | Interlands van Mayke Lindner | Interlands van Mayke Lindner | Interlands van Mayke Lindner |
| №                            | Datum                        | Wedstrijd                    | Uitslag                      | Soort wedstrijd              | Doelpunten                   |
| Als speelster bij DVV Duiven | Als speelster bij DVV Duiven | Als speelster bij DVV Duiven | Als speelster bij DVV Duiven | Als speelster bij DVV Duiven | Als speelster bij DVV Duiven |
| ---------------------------- | ---------------------------- | ---------------------------- | ---------------------------- | ---------------------------- | ---------------------------- |
| 1.                           | 7 december 2018              | Nederland – Engeland         | 4 – 2                        | Vriendschappelijk            | 0                            |
| 2.                           | 14 februari 2019             | Nederland – Schotland        | 1 – 1                        | Vriendschappelijk            | 0                            |
| 3.                           | 16 februari 2019             | Duitsland – Nederland        | 0 – 0                        | Vriendschappelijk            | 0                            |
| 4.                           | 18 februari 2019             | Nederland – Portugal         | 1 – 3                        | Vriendschappelijk            | 0                            |
| 5.                           | 2 juli 2019                  | Zweden – Nederland           | 3 – 1                        | Vriendschappelijk            | 0                            |
| 6.                           | 6 juli 2019                  | Nederland – Finland          | 2 – 0                        | Vriendschappelijk            | 0                            |